# Artto Granroth
Artto Granroth   (Hèlsinki, 12 de març de 1914 - 15 de març de 1987) va ser un artista de violoncel de Finlàndia.
Va estudiar a Hèlsinki sota la direcció d'Ossian Fohström i Tibor de Machula, i a Berlín i París. Ell va actuar en l'orquestra de Vyborg de 1933-1935, Hèlsinki Teatre Orquestra 1935-1937 i des de 1937 l'Orquestra Simfònica de la Ràdio de Finlàndia, on va ser violoncel·lista principal des de 1947. Com a músic de cambra va interpretar, entre altres coses, la ràdio Simfonia a Ecstet, els anys 1938-1958, Al Quartet Sibelius entre 1938 i 1963, i al trio, on el seu germà el violinista Arno Granroth i el pianista Timo Mikkilä l'acompanyaven.